# Llegat Toda
El Llegat Toda és un conjunt de documents, llibres, gravats donats a diferents institucions culturals per Eduard Toda i Güell (1855-1941)
La bibliofília i inquietuds culturals d'Eduard Toda el portaren, al llarg de la seva vida, a adquirir importants col·leccions bibliogràfiques. Segons alguns biògrafs arribà a aplegar a la seva biblioteca del Castell d'Escornalbou, més de 60.000 volums.
Diverses institucions culturals de Catalunya van ser beneficiàries dels donatius d'Eduard Toda, sobretot durant el primer quart del segle XX: llibres, manuscrits, gravats, objectes arqueològics, escultures, etc. Aquests documents es conserven, entre d'altres, a la Biblioteca-Museu Víctor Balaguer de Vilanova, al Centre de Lectura de Reus, al Centre Excursionista de Catalunya, a l'Il·lustre Col·legi d'Advocats de Barcelona, la Biblioteca de Montserrat, a l'Arxiu i Biblioteca de Poblet, a la Biblioteca de Catalunya, a l'Arxiu Històric de la Ciutat de Barcelona i a la Biblioteca del Congrés dels Diputats a Madrid.

## El Llegat a l'Arxiu Històric de la Ciutat de Barcelona
A les primeries dels anys 20 del segle xx, Agustí Duran i Sanpere, primer director de l'Arxiu Històric de la Ciutat, planificava el que seria el futur d'aquesta institució a la seva nova seu de Casa de l'Ardiaca. Aquest moment coincideix amb la fi de l'ocupació d'alts càrrecs oficials arreu del món per part d'Eduard Toda i amb el seu retorn definitiu a Catalunya.
Aquesta coincidència, la bona relació entre tots dos i la sensibilitat de Toda envers aquest nou projecte propicià el donatiu a l'Arxiu Històric de la Ciutat de Barcelona d'un abundant i valuós fons documental: 
- Alguns manuscrits entre els quals cal destacar-ne un del s. XIV en vitel·la, que és un recull dels privilegis de la ciutat de Barcelona. Es tracta d'un dels 5 exemplars que devien existir, cada un d'ells en poder d'un Conseller de la ciutat.
- Una singular col·lecció dels manuscrits del viatger barceloní Domènec Badia i Leblich, conegut com a Ali Bei, així com diverses edicions i traduccions del relat dels seus viatges per l'Orient Mitjà. Toda se sentia fascinat per aquest personatge i en va fer copiar els documents que van trobar a París. En els 10 volums conservats a l'Arxiu Històric de la Ciutat hi trobem documents originals i aquestes còpies manuscrites, així com la correspondència que va mantenir Ernest Cruset amb Eduard Toda a propòsit de la recerca de documents als arxius i biblioteques francesos i de la realització de les còpies a París.
- Més de 7.000 volums per a la biblioteca. Cedí a la Casa de l'Ardiaca una interessant col·lecció de llibres de temàtica centrada especialment en obres estrangeres relatives a Espanya, biografies, història i llibres de viatges, així com una part de la seva biblioteca personal.
- Una col·lecció d'uns 6.000 retrats de personatges il·lustres (artistes, escriptors, filòsofs, inventors, reis, nobles, etc.), obra de gravadors majoritàriament estrangers.
- Retrats fotogràfics de personatges del món de la cultura, la noblesa, la reialesa i de tipus populars, majoritàriament del segle xix, que actualment es conserven a l'Arxiu Fotogràfic de Barcelona.

Toda se sentí molt implicat en la creació del nou Arxiu i es mostrà molt interessat en el seu desenvolupament. Es preocupà tant de les obres que s'anaven realitzant a l'edifici com de la selecció i orientació del fons de l'Arxiu. Per això, i davant l'interès d'Agustí Duran i Sanpere en crear una secció d'obres impreses a Barcelona per tal d'afavorir l'estudi i coneixement de la impremta barcelonina, donà també algunes caixes amb llibres editats a Barcelona.
El donatiu dels documents s'inicià el 1920 allargant-se fins a la dècada dels 30. Aquest, es feu en diverses trameses que Toda realitzava des del seu castell d'Escornalbou, permetent així la gradual catalogació i ubicació a les prestatgeries.
La importància d'aquest llegat queda evidenciada en el fet que l'any 1928 l'Alcalde de Barcelona, Darius Rumeu i Freixa, el Baró de Viver, va fer una visita a Eduard Toda al seu castell com a mostra d'interès i agraïment.
Per tal d'acollir i condicionar aquest llegat se li dedicà una de les sales de l'Arxiu Històric. La creació de la “Sala Toda”, que actualment ja no existeix, fou també un reconeixement a aquest interessant i valuós donatiu.
Juntament amb la Biblioteca Massana, el llegat Toda és un dels fons d'aportació ciutadana que contribuïren més a enriquir el fons de l'Arxiu Històric de la Ciutat de Barcelona en els seus inicis.

## El Llegat a la Biblioteca de Catalunya
Paral·lelament als seus donatius a l'Arxiu Històric de la Ciutat, Toda decidí oferir bona part de la seva col·lecció bibliogràfica a la BIblioteca de Catalunya; en la decisió influïren l'excel·lent relació amb el su director, Jordi Rubió, i la bona acollida que l'aleshores jove institució havia rebut per part de la societat civil catalana. Els ingressos es feren en diferents lliuraments esgraonats entre 1921 i 1934, amb posterioritat a la publicació de la seva Bibliografia espanyola d'Itàlia.
Els primers lliuraments, integrats per volums impresos i manuscrits de temàtica molt variada, foren donatius. A principis dels anys 30, i a fi de sufragar les despeses ocasionades per la reconstrucció de Poblet -el gran projecte del final de la seva vida-, Toda proposà la venda de la seva col·lecció hispanoitaliana. La col·lecció, que constava de més de 3000 volums impresos, incloia també un petit nombre de manuscrits, relacionats majoritàriament amb la Sardenya.
En traslladar-se a l'edifici de l'antic Hospital de la Santa Creu, la Biblioteca dedicà una de les seves sales a la biblioteca Toda; com succeí però a l'Arxiu Històric, aquesta sala actualment ja no existeix.

## El Llegat a la Biblioteca-Museu Víctor Balaguer
Toda mantingué una amistat llarga i duradora amb el polític i filantrop Víctor Balaguer, que havia conegut durant els seus estudis a Madrid. Per aquesta raó, feu objecte de nombrosos donatius de llibres i objectes a la biblioteca del seu bon amic, que incloïa la seva col·lecció egípcia, un interessant conjunt de fotografies i un nombre important de manuscrits d'obra pròpia.